# Municipalità locale di Dr Beyers Naudé
La municipalità locale di Dr Beyers Naudé (in inglese Dr Beyers Naudé Local Municipality) è una municipalità locale del Sudafrica appartenente alla municipalità distrettuale di Sarah Baartman, nella provincia del Capo Orientale.
È stata istituita nel 2016 a seguito dell'accorpamento di tre distinte municipalità locali: Baviaans, Camdeboo e Ikwezi. In base al censimento del 2011 la sua popolazione era di 79.291 abitanti (dato risultante dall'aggregazione delle municipalità locali accorpate).
La sede amministrativa e legislativa è la città di Graaff-Reinet e il suo territorio si estende su una superficie di 7.229 km² ed è suddiviso in 6 circoscrizioni elettorali (wards). Il suo codice di distretto è EC101.

## Geografia fisica

### Confini
La municipalità locale di Dr Beyers Naudé confina a nord con quella di Pixley ka Seme/Provincia del Capo Settentrionale, a nord e a est con quella di Inxuba Yethemba (Chris Hani).

### Città e comuni
- Aberdeen
- Adendorp
- Bethesdaweg
- Graaff-Reinet
- Jansenville
- Kendrew
- Nieu-Bethesda
- Steytlerville
- Thembalesizwe
- uMasizakhe
- Willowmore

### Fiumi
- Bloukrans
- Broederstroom
- Droë
- Elandskloof
- Gats
- Groot–Vis
- Klein Seekoei
- Klip
- Moordenaars
- Ouplaas
- Pienaars
- Sondags
- Swart
- Willem Burgers

### Dighe
- De Hoopdam
- Vanryneveldspasdam